# Scutellista
Scutellista is een geslacht van vliesvleugeligen uit de familie Pteromalidae. De wetenschappelijke naam van dit geslacht is voor het eerst geldig gepubliceerd in 1859 door Motschulsky.

## Soorten
Het geslacht Scutellista omvat de volgende soorten:
- Scutellista aenea Kurdjumov, 1912
- Scutellista caerulea (Fonscolombe, 1832)
- Scutellista gigantea Berlese, 1917
- Scutellista hayati (Farooqi, 1981)
- Scutellista hispanica (Masi, 1931)
- Scutellista nigra Mercet, 1910
- Scutellista obscura (Förster, 1878)
- Scutellista ovivora (Ishii, 1928)